# Honky Tonk (Country-Musik)

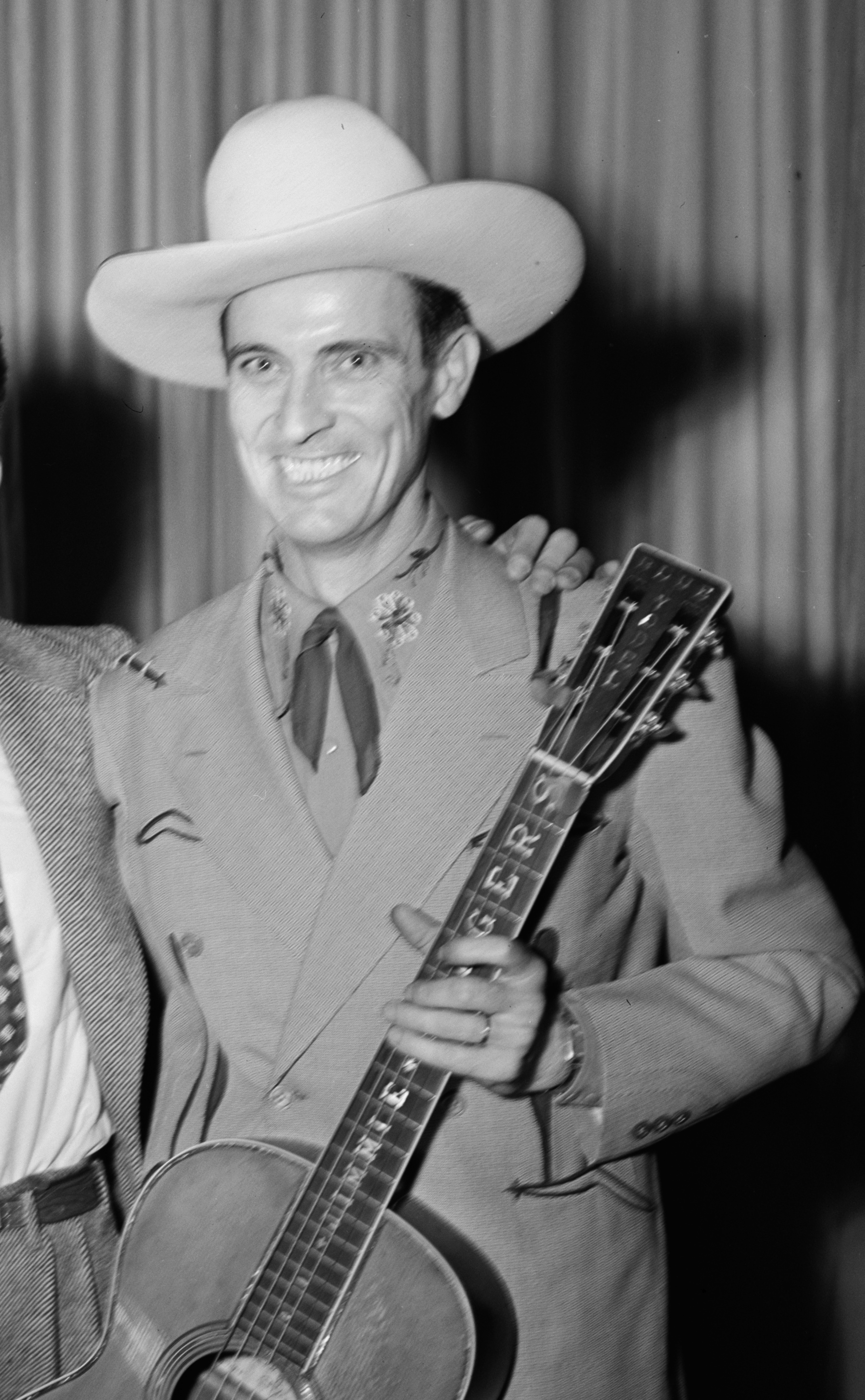
Ernest Tubb 1947

Honky Tonk ist ein Subgenre der Country-Musik, aber strenggenommen kein eigener musikalischer Stil. Die in den 1930er-Jahren in Texas entstandene Musikrichtung unterscheidet sich von ihren Vorläufern in den Themen der Texte und den elektrisch verstärkten Instrumenten. Sie hatte ihren Durchbruch Anfang der 1950er-Jahre und bildete eine wichtige Grundlage für die Entstehung des Rock ’n’ Roll und des Rockabilly.

## Geschichte
Der Name der neuen Stilrichtung tauchte erstmals 1937 im Al-Dexter-Song Honky Tonk Blues auf. Der aus dem 19. Jahrhundert stammende Begriff Honkytonk, eine Umschreibung für eine derbe Kneipe, bezeichnete fortan eine Stilrichtung der Country-Musik, die sich in den Kneipen und Bars im Umkreis der texanischen Ölfelder bildete. Die laute und raue Umgebung der Kneipen erforderte den Einsatz von durchsetzungsfähigen Instrumenten. Die in der Country-Musik bis dahin eher verpönten elektrischen Gitarren und Schlagzeuge übertönten mühelos den größten Lärm.
Man konnte bei den raubeinigen Ölarbeitern, die am Wochenende ausgingen, mit den folkloristischen, religiösen oder romantischen Texten und dem familienfreundlich „bereinigten“ Image der in den 1930er-Jahren angesagten Country-Musik nicht auf Gegenliebe stoßen. Hier war eine deutlichere Sprache gefragt. So befassen sich auch die Texte der Honky-Tonk-Musik überwiegend mit Alltagsproblemen: Beziehungskrisen, Gewalt, Angst um die eigene Zukunft, Alkohol und Beziehungen, aber auch mit fröhlichen Themen wie dem geselligen Beisammensein.
Die Honky-Tonk-Musik hat ihren Ursprung neben der Country-Musik auch im Blues und R&B und beeinflusste die Entwicklung des Rockabilly und des Rock ’n’ Roll. In der modernen Country-Musik wurde der Honky Tonk zu einer Spielart des Neo-Traditionalismus und beeinflusste auch den Country-Rock.
Gespielt werden meistens einfache 2/4-Takte, die durch ein spezielles Timing den typischen Groove bekommen. Häufig verwendete Instrumente sind Bass (insbesondere Elektro-Bass), Akustische Gitarre, Fiddle, Slide-Gitarre, Dobro, Klavier und Schlagzeug. Erster Star der neuen Stilrichtung war Ernest Tubb, der wichtigste Vertreter war Hank Williams.

## Wichtige Musiker
- Ernest Tubb (erster Star)
- Hank Williams
- George Jones
- Webb Pierce
- Ray Price
- Faron Young
- Kitty Wells
- Carl Smith
- Charline Arthur
- Trace Adkins